# 日越大學
河內國家大學日越大學（日语：ベトナム国家大学ハノイ校日越大学，英語：、越南语：／）是越南河內的大学，為河內國家大學第七所成員大學。

## 沿革
- 2014年7月21日 - 設立。
- 2015年2月13日 - 河內國家大學與国際協力機構合作，在日越大学設立碩士課程（Project for the Establishment of the Master Programs of Vietnam-Japan University）。
- 2016年9月9日 - 開校[1]。
- 2018年9月 - 氣候變動・開發課程開設。

## 外部連結
- 日越大学 （页面存档备份，存于）